# Eriogonum mensicola
Eriogonum mensicola är en slideväxtart som beskrevs av Susan Gabriella Stokes. Eriogonum mensicola ingår i släktet Eriogonum och familjen slideväxter. Inga underarter finns listade i Catalogue of Life.